# Sorraia
Sorraiaponnyn är en hästras som härstammar ifrån Portugal. Sorraian har fått sitt namn från de två floderna Sor och Raia där de först utvecklades. Sorraian är en gammal, primitiv hästras som nästan alltid är musblack. Ålen på ryggen, zebraränderna på benen och likheterna med de vilda hästraserna, den utdöda tarpanen och den asiatiska vildhästen przewalski visar tydliga tecken på att sorraian är en uråldrig ras. Idag finns det cirka 200 dokumenterade individer av sorraiaponnyn. Traditionellt användes sorraian främst av lokala boskapsfösare men idag används rasen till ridning, körning och lättare jordbruk. 

## Historia
Sorraiaponnyn och dess nära släkting garranoponny hör båda hemma på Iberiska halvön och det var troligtvis deras förfäder som var bland de första hästarna att domesticeras i Europa. Detta skedde för ca 6000 år sedan. Man tror även att förfäderna till sorraian var tungt influerade av nordafrikanska ökenhästar på grund av att det innan istiden fanns en "brygga" mellan Afrika och Spanien. Dessa nordafrikanska hästar utgör även basen i många andra hästraser från Spanien och Portugal t.ex. alter-real, lusitano och andalusier. 
Sorraiaponnyn blev den ras som representerade länken mellan förhistoriska hästar och dagens hästraser på Iberiska halvön. Under morernas invasion av Spanien (år 711-712) fick de primitiva hästarna ännu mer inflytande från ökenhästar med de araber och berberhästar som fördes till Europa med morerna. Dessa hästar har sedan behållits i samma form under alla år vilket egentligen gör sorraian till en av världens äldsta hästraser. Tyvärr finns inget bevis för att aveln inte påverkats av andra raser eftersom inga riktiga standarder eller registrering fanns förrän under 1900-talet. Grottmålningar som hittats i Spanien som daterats till att vara mellan 20 000 och 30 000 år gamla ska visa typiska spanska och portugisiska ponnyer med utåtbuktande nosryggar och böjda nackar men det finns inget som bevisar att det är sorraiaponnyn.  
I århundraden användes dock sorraian av traktens "cowboys" för lättare jordbruksarbete. Men rasen var nära att utrotas om det inte hade varit för den portugisiske forskaren Ruy d'Andrade. Han hittade en liten flock med sorraiaponnyer vid floden Sor. Han sparade en hjord med hästar i vilt tillstånd på sin gård där de själva fick överleva och förbättras. Han försökte låta naturen gå sin egen gång men hoppade ibland in för att hjälpa ponnyerna på traven. Ruy d'Andrade och hans son Fernando räddade även rasen alter-real och hade stort inflytande på upptäckterna av olika raser och hästtyper. De forskade även om lokala ponnystammar för att bevisa skillnaden i generna. Bland annat skilde de på sorraian och garranon som många trodde var samma ras. Sorraian var en av de raser, tillsammans med den spanska hästen som fördes till Amerika med de spanska conquistadorerna under 1500- och 1600-talet. 
Idag är sorraian ovanlig men föds upp av en handfull privata uppfödare, men den största andelen av sorraiaponnyerna lever halvvilt, men ägs fortfarande av familjen d'Andrade. Det portugisiska statsstuteriet äger även en del hästar och en del exemplar har även exporterats till privatpersoner i Frankrike och Tyskland. Ruy d'Andrades sonson, Jose Luis d'Andrade, är nu president i rasens egen förening och jobbar hårt för att rasen ska bevaras och skyddas.

## Egenskaper

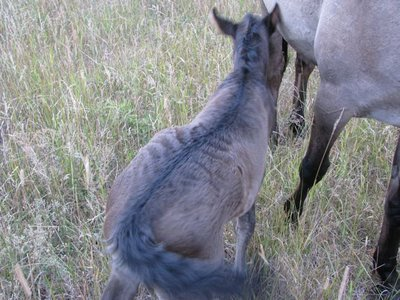
Sorraiahästarna kan visa upp många olika primitiva tecken,bland annat den mörka ålen längs ryggraden. Det här fölet har även mörka zebraräner i pälsen.

Sorraian har ett säreget utseende med en konvex nosrygg, relativt stort huvud med lågt placerade näsborrar och stora ögon. Öronen är normallånga till långa och likaså halsen. Ryggen är av kompakt och medellängd med framträdande manke, benen är oftast ganska korta och raka och mankhöjden brukar skifta mellan 125 och 135 centimeter. Sorraian påminner ofta om en mindre variant av andalusiern med den typiskt böjda nacken och spanska drag. 
Rasen är nästan alltid black, då oftast musblack vilket är en brungrå färg och manen. Det finns även varianter med gulblack, rödblack eller till och med en skiffergrå färg med bruna inslag. En del ädlare Sorraiaponnyer kan även vara isabell. Det är typiskt för rasen att ha svarta toppar på öronen.
Sorraian är mycket seg och härdig och är även känd för sitt vänliga och lugna temperament. Sorraiaponnyer kan oftast utföra arbete långt upp i åldrarna, är lätta att träna och är mycket arbetsvillig. Idag används Sorraian främst som ridponny men även till körning och lättare jordbruk. Sorraian är mycket uthållig och mycket modig.